# Mistrzostwa Polski Seniorów w Lekkoatletyce 2003
79. Mistrzostwa Polski Seniorów w Lekkoatletyce – zawody sportowe, które rozgrywane były w Bielsku-Białej na stadionie KS Sprint w dniach 4–6 lipca 2003 roku.

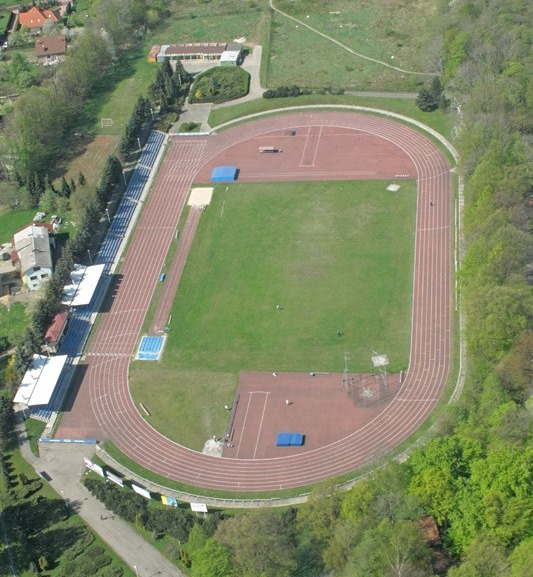
Stadion w Bielsku-Białej

## Rezultaty
| NR – rekord Polski \| NL – najlepszy wynik w Polsce w sezonie \| SB – najlepszy wynik w sezonie \| PB – rekord życiowy |

### Mężczyźni
| Konkurencja:                  | 1. miejsce                                                                          | Rezultat | 2. miejsce                                                                            | Rezultat | 3. miejsce                                                                            | Rezultat |
| Bieg na 100 m                 | Marcin Jędrusiński Olimpia Poznań                                                   | 10,07w   | Marcin Krzywański Skra Warszawa                                                       | 10,20w   | Piotr Balcerzak Skra Warszawa                                                         | 10,22w   |
| Bieg na 200 m                 | Marcin Jędrusiński Olimpia Poznań                                                   | 20,38w   | Marcin Urbaś AZS-AWF Kraków                                                           | 20,84w   | Łukasz Chyła SKLA Sopot                                                               | 20,93w   |
| Bieg na 400 m                 | Rafał Wieruszewski Orkan Wielkopolska                                               | 46,41    | Piotr Rysiukiewicz Śląsk Wrocław                                                      | 46,61    | Artur Gąsiewski Skra Warszawa                                                         | 46,75    |
| Bieg na 800 m                 | Mirosław Formela Sporting Międzyzdroje                                              | 1:51,82  | Grzegorz Krzosek RTL Dami ZTE Radom                                                   | 1:52,13  | Tomasz Marks AZS-UWM Olsztyn                                                          | 1:52,32  |
| Bieg na 1500 m                | Zbigniew Graczyk AZS-AWF Gorzów Wlkp.                                               | 3:42,07  | Marcin Fudalej Warszawianka                                                           | 3:43,15  | Grzegorz Wojtczak Astra Nowa Sól                                                      | 3:45,01  |
| Bieg na 5000 m                | Radosław Popławski Astra Nowa Sól                                                   | 13:55,99 | Jakub Czaja SKLA Sopot                                                                | 13:58,00 | Dariusz Kruczkowski Zawisza Bydgoszcz                                                 | 13:59,33 |
| Bieg na 110 m przez płotki    | Artur Kohutek Zawisza Bydgoszcz                                                     | 13,74w   | Krzysztof Mehlich AZS-AWF Katowice                                                    | 13,79w   | Bartłomiej Szymański Orkan Wielkopolska                                               | 13,92w   |
| Bieg na 400 m przez płotki    | Marek Plawgo Warszawianka                                                           | 49,93    | Paweł Januszewski Wawel Kraków                                                        | 50,62    | Marek Motyka AZS-AWF Katowice                                                         | 51,31    |
| Bieg na 3000 m z przeszkodami | Rafał Wójcik Sporting Międzyzdroje                                                  | 8:32,49  | Jakub Czaja SKLA Sopot                                                                | 8:34,55  | Jakub Wiśniewski Warszawianka                                                         | 8:47,19  |
| Sztafeta 4 × 100 m            | Olimpia Poznań Radosław Mojsak Tomasz Kondratowicz Jakub Herold Marcin Jędrusiński  | 39,92    | AZS-AWF Kraków Piotr Kolasa Marcin Urbaś Arkadiusz Zontek Marcin Nowak                | 40,10    | AZS-AWF Warszawa Tomasz Biernat Piotr Długosielski Maciej Ryszkowski Paweł Dutkiewicz | 41,63    |
| Sztafeta 4 × 400 m            | AZS-AWF Wrocław Tomasz Rudnik Marcin Marciniszyn Robert Kuśmierczak Artur Walenczak | 3:11,14  | AZS-AWF Katowice Przemysław Rączkowski Michał Matyjaszczyk Mariusz Bizoń Marek Motyka | 3:12,28  | AZS-AWF Warszawa Daniel Mazurek Jakub Szwedzik Maciej Ryszkowski Piotr Długosielski   | 3:12,47  |
| Chód na 20 km                 | Robert Korzeniowski Wawel Kraków                                                    | 1:22:21  | Benjamin Kuciński AZS-AWF Katowice                                                    | 1:22:25  | Tomasz Lipiec Skra Warszawa                                                           | 1:24:02  |
| Skok wzwyż                    | Aleksander Waleriańczyk Wawel Kraków                                                | 2,32     | Grzegorz Sposób AZS Lublin                                                            | 2,28     | Emilian Kaszczyk MKS-AZS Łódź                                                         | 2,28     |
| Skok o tyczce                 | Adam Kolasa KL Gdynia                                                               | 5,60     | Przemysław Czerwiński Gwardia Piła                                                    | 5,30     | Daniel Nowocin Skra Warszawa                                                          | 5,00     |
| Skok w dal                    | Tomasz Mateusiak OKLA Ostrołęka                                                     | 8,15w    | Daniel Kaczmarczyk AZS-AWF Wrocław                                                    | 7,82w    | Grzegorz Marciniszyn Warszawianka                                                     | 7,69w    |
| Trójskok                      | Robert Michniewski BKS Bydgoszcz                                                    | 16,54    | Konrad Katarzyński AZS-AWS Kraków                                                     | 15,48w   | Maciej Siwik Start Grażka Łódź                                                        | 15,44    |
| Pchnięcie kulą                | Tomasz Majewski Warszawianka                                                        | 19,63    | Tomasz Chrzanowski Śląsk Wrocław                                                      | 18,68    | Jarosław Cichocki Zawisza Bydgoszcz                                                   | 18,66    |
| Rzut dyskiem                  | Andrzej Krawczyk AZS-AWF Biała Podlaska                                             | 60,16    | Michał Hodun LKS Terespol                                                             | 59,00    | Olgierd Stański Żak Biała Podlaska                                                    | 58,37    |
| Rzut młotem                   | Wojciech Kondratowicz AZS-AWF Gorzów Wlkp.                                          | 76,03    | Maciej Pałyszko Skra Warszawa                                                         | 74,89    | Krzysztof Kaliszewski Skra Warszawa                                                   | 70,05    |
| Rzut oszczepem                | Dariusz Trafas Medicolux Katowice                                                   | 81,98    | Rajmund Kółko LKS Polkowice                                                           | 78,48    | Tomasz Damszel Skra Warszawa                                                          | 76,93    |

### Kobiety
| Konkurencja:                  | 1. miejsce                                                                    | Rezultat | 2. miejsce                                                                         | Rezultat | 3. miejsce                                                                          | Rezultat |
| Bieg na 100 m                 | Daria Onyśko AZS-AWF Poznań                                                   | 11,50    | Iwona Dorobisz AZS-AWF Wrocław                                                     | 11,58    | Dorota Dydo Olimpia Poznań                                                          | 11,60    |
| Bieg na 200 m                 | Anna Pacholak Warszawianka                                                    | 22,87    | Daria Onyśko AZS-AWF Poznań                                                        | 23,67    | Dorota Dydo Olimpia Poznań                                                          | 23,89    |
| Bieg na 400 m                 | Monika Bejnar Warszawianka                                                    | 52,89    | Anna Nentwig AZS Poznań                                                            | 54,31    | Luiza Łańcuchowska Skra Warszawa                                                    | 54,70    |
| Bieg na 800 m                 | Anna Zagórska AZS-AWF Wrocław                                                 | 2:05,55  | Joanna Buza Start Lublin                                                           | 2:06,67  | Joanna Kaczor Znicz Biłgoraj                                                        | 2:07,01  |
| Bieg na 1500 m                | Justyna Lesman Olimpia Poznań                                                 | 4:16,38  | Anna Jakubczak Skra Warszawa                                                       | 4:16,42  | Małgorzata Jamróz Warszawianka                                                      | 4:18,58  |
| Bieg na 5000 m                | Grażyna Syrek Olimpia Poznań                                                  | 16:04,69 | Karolina Jarzyńska AZS-AWF Katowice                                                | 16:06,99 | Katarzyna Czyż AZS-AWF Katowice                                                     | 16:11,66 |
| Bieg na 100 m przez płotki    | Aurelia Trywiańska AZS-AWF Warszawa                                           | 12,75    | Aneta Sosnowska Skra Warszawa                                                      | 12,99    | Justyna Oleksy AZS-AWF Wrocław                                                      | 13,09    |
| Bieg na 400 m przez płotki    | Anna Jesień AZS-AWF Warszawa                                                  | 55,90    | Małgorzata Pskit Warszawianka                                                      | 56,01    | Marta Chrust AZS-AWF Wrocław                                                        | 56,93    |
| Bieg na 3000 m z przeszkodami | Patrycja Włodarczyk AZS-AWF Katowice                                          | 10:02,67 | Julia Budniak AZS-AWF Wrocław                                                      | 10:10,60 | Edyta Lewandowska RKS Łódź                                                          | 10:13,03 |
| Sztafeta 4 × 100 m            | Olimpia Poznań Karolina Wachowiak Marzena Pawlak Dorota Dydo Joanna Balcerzak | 45,27    | AZS-AWF Warszawa Aurelia Trywiańska Danuta Blicharska Ewelina Sętowska Anna Jesień | 45,60    | AZS-AWF Wrocław Zuzanna Orłowska Agnieszka Rysiukiewicz Iwona Dorobisz Marta Chrust | 45,90    |
| Sztafeta 4 × 400 m            | Warszawianka Małgorzata Jamróz Monika Bejnar Aneta Lemiesz Małgorzata Pskit   | 3:38,32  | AZS-AWF Wrocław Marta Chrust Anna Zagórska Anita Hennig Edyta Butor                | 3:38,34  | AZS-AWF Kraków Aleksandra Kazubek Barbara Gruca Magdalena Deptuch Dominika Narewska | 3:58,11  |
| Chód na 20 km                 | Sylwia Korzeniowska AZS-AWF Katowice                                          | 1:35:26  | Anna Szumny Wawel Kraków                                                           | 1:37:44  | Agnieszka Olesz AZS-AWF Katowice                                                    | 1:38:40  |
| Skok wzwyż                    | Anna Ksok Śląsk Wrocław                                                       | 1,92     | Izabela Wójtowicz Wisła Puławy                                                     | 1,81     | Agnieszka Giedrojć-Gurin AZS-AWF Gdańsk                                             | 1,81     |
| Skok o tyczce                 | Agnieszka Wrona AZS-AWF Gdańsk                                                | 4,10     | Anna Rogowska SKLA Sopot                                                           | 4,00     | Anna Huculak Sprint Bielsko-Biała                                                   | 3,90     |
| Skok w dal                    | Liliana Zagacka Krokus Leszno                                                 | 6,61w    | Małgorzata Trybańska Warszawianka                                                  | 6,52     | Bożena Trzcińska Skra Warszawa                                                      | 6,36     |
| Trójskok                      | Liliana Zagacka Krokus Leszno                                                 | 13,88    | Aneta Sadach Vis Ksawerów                                                          | 13,87    | Małgorzata Trybańska Warszawianka                                                   | 13,18    |
| Pchnięcie kulą                | Krystyna Zabawska Podlasie Białystok                                          | 18,82    | Wioletta Potępa AZS-AWF Warszawa                                                   | 15,95    | Agnieszka Maciąg AZS-AWF Warszawa                                                   | 15,29    |
| Rzut dyskiem                  | Marzena Wysocka AZS-AWF Biała Podlaska                                        | 62,70    | Joanna Wiśniewska Warszawianka                                                     | 62,01    | Wioletta Potępa AZS-AWF Warszawa                                                    | 60,80    |
| Rzut młotem                   | Kamila Skolimowska Warszawianka                                               | 65,07    | Agnieszka Pogroszewska Jantar Ustka                                                | 63,60    | Katarzyna Kita Agros Zamość                                                         | 60,74    |
| Rzut oszczepem                | Barbara Madejczyk Medicolux Katowice                                          | 55,57    | Izabella Wojczakowska Skra Warszawa                                                | 51,98    | Magdalena Czenska AZS-AWF Warszawa                                                  | 50,20    |

## Biegi przełajowe
75. mistrzostwa Polski w biegach przełajowych rozegrano 22 marca w Międzyzdrojach. Kobiety rywalizowały na dystansie 4 km, a mężczyźni na 10 km.

### Mężczyźni
| Konkurencja:            | 1. miejsce                   | Rezultat | 2. miejsce                            | Rezultat | 3. miejsce                         | Rezultat |
| Bieg przełajowy (10 km) | Artur Osman Ekspres Katowice | 35:56    | Dariusz Kruczkowski Zawisza Bydgoszcz | 36:09    | Rafał Wójcik Sporting Międzyzdroje | 36:23    |

### Kobiety
| Konkurencja:           | 1. miejsce                   | Rezultat | 2. miejsce                 | Rezultat | 3. miejsce                    | Rezultat |
| Bieg przełajowy (4 km) | Grażyna Syrek Olimpia Poznań | 16:18    | Edyta Lewandowska RKS Łódź | 16:27    | Justyna Lesman Olimpia Poznań | 16:33    |

## Chód na 50 km
Zawody mistrzowskie w chodzie na 50 kilometrów mężczyzn odbyły się 12 kwietnia w Zaniemyślu.
| Konkurencja:  | 1. miejsce                        | Rezultat | 2. miejsce                     | Rezultat | 3. miejsce                    | Rezultat |
| Chód na 50 km | Rafał Fedaczyński Unia Hrubieszów | 4:06:39  | Maciej Rosiewicz UKS 12 Kalisz | 4:07:04  | Tomasz Ostrowski Agros Zamość | 4:25:57  |

## Maraton
Mistrzostwa Polski w maratonie kobiet i mężczyzn zostały rozegrane 13 kwietnia w Dębnie.

### Mężczyźni
| Konkurencja: | 1. miejsce                    | Rezultat | 2. miejsce                         | Rezultat | 3. miejsce                        | Rezultat |
| Maraton      | Waldemar Glinka GLKS Świdnica | 2:14:48  | Leszek Bebło Sporting Międzyzdroje | 2:14:51  | Marek Dryja Voleys Piotrków Tryb. | 2:15:04  |

### Kobiety
| Konkurencja: | 1. miejsce                   | Rezultat | 2. miejsce                      | Rezultat | 3. miejsce                   | Rezultat |
| Maraton      | Grażyna Syrek Olimpia Poznań | 2:32:09  | Monika Drybulska Olimpia Poznań | 2:32:24  | Liliana Jopek Olimpia Poznań | 2:53:18  |

## Bieg na 10 000 m
Zawody mistrzowskie w biegu na 10 000 metrów kobiet i mężczyzn odbyły się 3 maja w Bielsku-Białej.

### Mężczyźni
| Konkurencja:     | 1. miejsce                            | Rezultat | 2. miejsce                  | Rezultat | 3. miejsce                  | Rezultat |
| Bieg na 10 000 m | Dariusz Kruczkowski Zawisza Bydgoszcz | 29:26,7  | Michał Kaczmarek LLKS Gubin | 29:26,9  | Arkadiusz Sowa Oleśniczanka | 29:29,1  |

### Kobiety
| Konkurencja:     | 1. miejsce                           | Rezultat | 2. miejsce                 | Rezultat | 3. miejsce                     | Rezultat |
| Bieg na 10 000 m | Patrycja Włodarczyk AZS-AWF Katowice | 34:16,27 | Edyta Lewandowska RKS Łódź | 34:25,57 | Małgorzata Jamróz Warszawianka | 34:32,51 |

## Wieloboje
Mistrzostwa w dziesięcioboju mężczyzn i w siedmioboju kobiet zostały rozegrane 6 i 7 czerwca w Siedlcach.

### Mężczyźni
| Konkurencja:  | 1. miejsce                            | Rezultat  | 2. miejsce                             | Rezultat  | 3. miejsce                          | Rezultat  |
| Dziesięciobój | Krzysztof Andrzejak Zawisza Bydgoszcz | 7595 pkt. | Ireneusz Żurawicz AZS-AWF Gorzów Wlkp. | 7443 pkt. | Łukasz Zambrzycki Zawisza Bydgoszcz | 7103 pkt. |

### Kobiety
| Konkurencja: | 1. miejsce                           | Rezultat  | 2. miejsce                     | Rezultat  | 3. miejsce                   | Rezultat  |
| Siedmiobój   | Magdalena Szczepańska AZS-AWF Gdańsk | 6001 pkt. | Joanna Grzesiak AZS-AWF Gdańsk | 5671 pkt. | Elżbieta Rączka Warszawianka | 5433 pkt. |

## Półmaraton
Mistrzostwa Polski w półmaratonie rozegrano 7 września w Pile.

### Mężczyźni
| Konkurencja: | 1. miejsce                    | Rezultat | 2. miejsce                       | Rezultat | 3. miejsce                       | Rezultat |
| Półmaraton   | Waldemar Glinka OLKS Świdnica | 1:03:22  | Adam Dobrzyński Ekspres Katowice | 1:03:25  | Michał Bartoszak Biegus Wręczyca | 1:04:00  |

### Kobiety
| Konkurencja: | 1. miejsce                       | Rezultat | 2. miejsce                   | Rezultat | 3. miejsce                      | Rezultat |
| Półmaraton   | Dorota Gruca-Giezek Agros Zamość | 1:13:20  | Grażyna Syrek Olimpia Poznań | 1:13:34  | Monika Drybulska Olimpia Poznań | 1:14:04  |